# Unterhölzer Wald
Das Naturschutzgebiet Unterhölzer Wald liegt auf dem Gebiet der Städte Bad Dürrheim und Donaueschingen im Schwarzwald-Baar-Kreis und der Stadt Geisingen im Landkreis Tuttlingen in Baden-Württemberg.
Das Gebiet erstreckt sich nordwestlich der Kernstadt Geisingen. Unweit östlich fließt die Kötach und verläuft die A 81. Am südwestlichen Rand des Gebietes verläuft die B 33, südlich und westlich fließt die Donau. Westlich erstreckt sich das 170,9 ha große Naturschutzgebiet Birken-Mittelmeß.

## Bedeutung

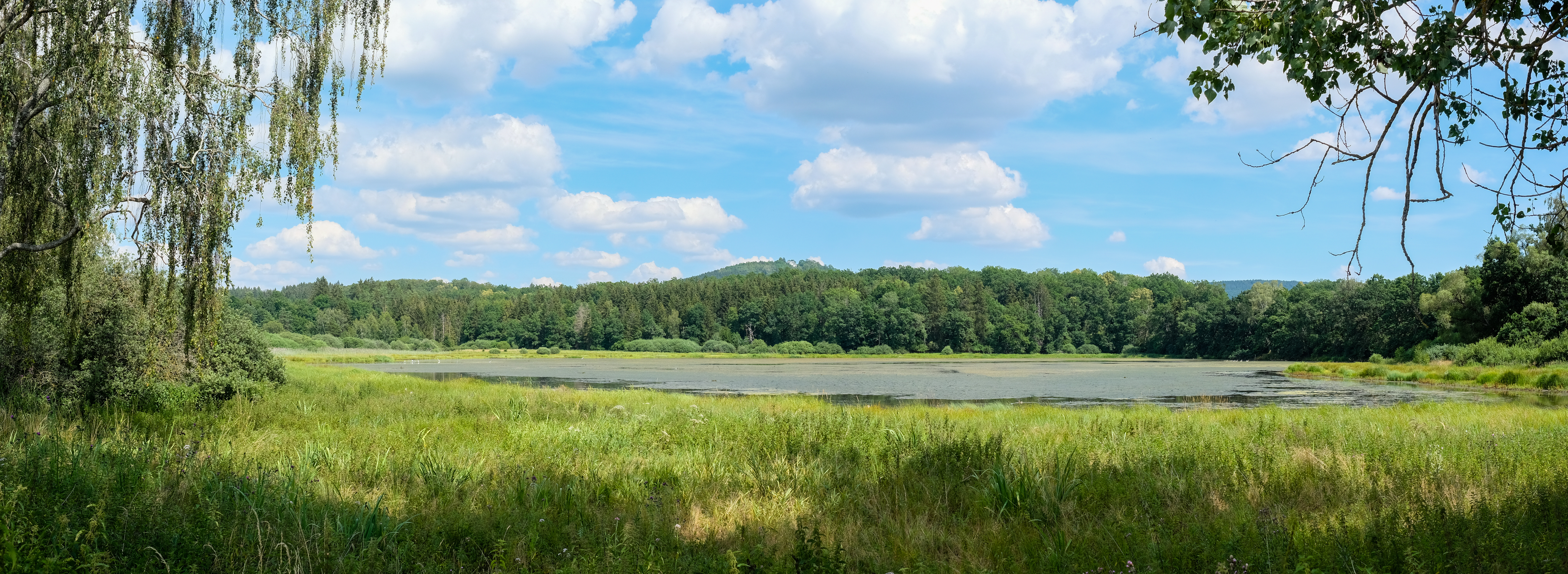
Unterhölzer Weiher

Für Bad Dürrheim, Donaueschingen und Geisingen ist ein 633,4 ha großes Gebiet unter der Kenn-Nummer 3.019 als Naturschutzgebiet ausgewiesen. Die Verordnung vom 25. Juli 1969 ersetzte eine ältere vom 17. März 1939. 
Es handelt sich um einen ehemaligen Wildpark auf der Baar, im Bereich des Braunen Jura mit 300- bis 400-jährigen Eichen. Das Flachmoor Birkenried im Südwesten ist mit reicher Flora ausgestattet. Im Unterhölzer Weiher wächst Röhricht aus Schilf und Rohrkolben. Das Naturschutzgebiet ist Brutgebiet zahlreicher Wasservögel und Rastplatz für Zugvögel.